# Coppa Città di Sesto San Giovanni 2013
Coppa Città di Sesto San Giovanni 2013 – zawody lekkoatletyczne w chodzie sportowym, które odbyły się 1 maja we włoskim mieście Sesto San Giovanni. Impreza była kolejną w cyklu IAAF Race Walking Challenge w sezonie 2013. 

## Rezultaty

### Mężczyźni
| Konkurencja:  | 1. miejsce | Rezultat | 2. miejsce    | Rezultat | 3. miejsce      | Rezultat |
| Chód na 20 km | Matej Tóth | 1:22:02  | Jakub Jelonek | 1:22:29  | Dane Bird-Smith | 1:23:18  |

### Kobiety
| Konkurencja:  | 1. miejsce        | Rezultat | 2. miejsce     | Rezultat | 3. miejsce    | Rezultat |
| Chód na 20 km | Jelena Łaszmanowa | 1:32:07  | Ines Henriques | 1:33:06  | Ana Cabecinha | 1:33:18  |